# Geshurites (del sud)
Els geshurites o gueixurites van ser un poble del sud de Palestina, que es mencionen a la Bíblia juntament amb els filisteus i amb els cananeus, amb els que de vegades es confonen. Vivien propers als amalequites entre el desert i el país filisteu, anant cap a Xur i fins a Egipte. El rei David va fer algunes incursions contra els geshurites, des de Zildag, al país dels filisteus.
Una tribu homònima vivia al Bashan.